# Chicha, Tato y Clodoveo
Chicha, Tato y Clodoveo es una serie de cómic española creada en 1986 por Francisco Ibáñez. El título completo es Chicha, Tato y Clodoveo, de profesión sin empleo y muestra las desventuras de tres desempleados.

## Historia
Cuando la editorial Bruguera estaba al borde de la ruina, Francisco Ibáñez fichó por la Editorial Grijalbo junto con algunos de sus compañeros. Esta editorial tenía previsto crear una revista llamada Guai!, la cual llegó a los kioscos en los primeros meses de 1986. Ibáñez no podía dibujar a los demás personajes que ya había creado porque la editorial Bruguera tenía los derechos. Por ello tuvo que crear unos nuevos personajes: Chicha, Tato y Clodoveo.
Las historietas de Chicha, Tato y Clodoveo se publicaban en episodios que luego se recogían en álbumes. Sus aventuras eran de 44 páginas pero se repartían de 4 a 8 por número, según tamaño del episodio. En estas historietas vemos que Ibáñez usa a menudo gags ya utilizados en otras de sus historietas, principalmente de Mortadelo y Filemón. Más adelante, Grijalbo fue comprada por la empresa Tebeos S.A, posteriormente conocida como Ediciones B.
Como ya ocurriera con parte de la producción de Mortadelo y Filemón en la década de los 80, las pocas historietas que salieron de Chicha, Tato y Clodoveo después de 1989 (no recogidas en los álbumes) están realizados por otros dibujantes (comúnmente llamados "negros" o "apócrifos"), aunque se considera que los álbumes previos sí llevan la firma de Ibáñez. Ramón Bernadó declaró al respecto en una entrevista que: "Le hice además los acabados en un par de Mortadelos. En Chicha, Tato y Clodoveo estuve aproximadamente un año. Yo hacía el lápiz, un compañero lo entintaba e Ibáñez se limitaba al guion. Fue una buena época ya que te exigían entrega a final de mes y te curtían como dibujante." Ibáñez sin embargo, no reconoce colaboración más allá del entintado.
Tras la desaparición de la revista Guai! en 1990 dejaron de publicarse historietas de los tres desempleados. Los personajes hacen un cameo en la historieta de Mortadelo y Filemón El 35 aniversario (1993) y Chicha también aparece brevemente en Su vida privada (1998), como amiga de un ligue de Mortadelo.

## Álbumes
Sus aventuras fueron publicadas tanto en Guai! en forma de coleccionable como en Tope Guai! con las aventuras completas. De las 18 aventuras que hubo de la serie, solo 11 se llegaron a publicar en forma de álbum en España, aunque sí se llegaron a publicar todas las historietas en Alemania. Los números publicados fueron (el n.º corresponde a la colección Tope Guai!):
- 1. Una vida perruna. (1986). ISBN 84-7419-471-7
- 3. Pero... ¿Quienes son esos tipos?. (1986). ISBN 84-7419-487-3
- 4. El negociete. (1987). ISBN 84-7419-508-8
- 7. El cacharro fantástico. (1987). ISBN 84-7419-522-5
- 9. A por la Olimpiada 92. (1987). ISBN 84-7419-523-3
- 12. El arca de Noé II. (1987). ISBN 84-7419-524-1
- 15. Gran hotel. (1987) ISBN 84-406-1335-0
- 18. A Seúl en un baúl. (1988) ISBN 84-406-0256-1
- 19. ¡Mogollón en la granja!. (1989) ISBN 84-406-0893-4
- 20. Los sanitarios. (1989) ISBN 84-406-0894-2
- 24 Viajar es un placer

Las historietas que solo se publicaron en forma seriada en España y que se consideran apócrifas fueron:
- ¡Qué trabajo nos manda el Señor! (Guai! 99-109)
- Los canguros (Guai! 110-120)
- La obra (Guai! 121-131)
- ¡La función va a empezar! (Guai! 132-142)
- El Tato se lía a inventar (Guai! 143-153)
- Los entretenedores (Guai! 154-164)
- La cosa va de bichos (Guai! 165-175)

## Análisis
Los personajes reflejan el desempleo español de la época mediante el humor característico del autor, presente en todas sus obras. El presidente Felipe González fue caricaturizado en las historietas con su histórica promesa de crear ochocientos mil puestos de trabajo.
Su nombre completo es Chicha, Tato y Clodoveo, de profesión, sin empleo que rima, al igual que otros títulos del autor, como Pepe Gotera y Otilio, chapuzas a domicilio o Mortadelo y Filemón, agencia de información.
Los protagonistas de la historieta tienen algunas características similares a otros personajes de Ibáñez. Clodoveo es similar a Mortadelo porque es capaz de disfrazarse de lo que sea. Tato es similar a Rompetechos porque es tan bajito y tan miope como él. En los cómics de estos personajes, vemos gags que normalmente veíamos en los cómics de Mortadelo y Rompetechos. Chicha tal vez sea el personaje más original, y además es una mujer (no demasiado frecuente en las historietas de aquellos tiempos). Es una chica pasota, a la que le encanta la marcha, y lleva un peinado punk característico. Los tres se conocen en la cola del paro y deciden unir fuerzas para conseguir diversos trabajos (o en ocasiones, montar ellos mismos negocios) que acaban invariablemente en desastre debido a su incompetencia. A estos personajes les acompaña un gato llamado "Salmoneto" y frecuentan el bar "Snack Joro Bar" dónde recurren a diversas argucias para irse sin pagar la consumición. En los álbumes apócrifos como "Los Canguros" cambian de bar y se pasan al Restaurante "La Fritanga", donde según Clodoveo comen a la carta. 
Ibáñez suele fijar el contexto de sus historietas en la realidad que le rodea. De ahí que en muchas de sus historietas el paro sea un tema demasiado recurrente, y esto se ve especialmente en Chicha, Tato y Clodoveo, pues con frecuencia incluye al resto de sus personajes en situaciones de precariedad laboral. En esta historieta se puede ver a Mortadelo y Filemón limpiando cristales de coches en un semáforo o a algunos de sus personajes en la cola del paro, en una referencia velada a la pérdida de los derechos sobre sus personajes en aquella época. De hecho, toda la historieta de Chicha, Tato y Clodoveo es un reflejo de la situación personal de Ibáñez y su visión del entorno a mediados de los años 1980.
Quizá uno de los aspectos menos conseguidos de la historieta sea la supuesta jerga juvenil que Ibáñez hace usar a sus personajes y cuyo parecido con la jerga juvenil real de la época es casi nulo.